# Telepathic with the Deceased
Telepathic with the Deceased — третій студійний альбом американського блек-метал гурту Xasthur, виданий лейблом Moribund Records у червні 2004 р. Виконавчий продюсер, дизайн: Одін «The Old Goat» Томпсон. Логотип: Blood Moon Ausar. Усі інструменти, вокал, запис, слова й музика: Malefic. Мастеринг: Кевін Неттлейнгем. Для створення обкладинки платівки використано картину Франческо Траїні «Тріумф смерті».

## Список пісень
| #   | Назва                                              | Тривалість |
| --- | -------------------------------------------------- | ---------- |
| 1.  | «Entrance into Nothingness»                        | 2:06       |
| 2.  | «Slaughtered Useless Beings in a Nihilistic Dream» | 6:14       |
| 3.  | «Abysmal Depths Are Flooded»                       | 6:51       |
| 4.  | «May Your Void Become as Deep as My Hate!»         | 3:40       |
| 5.  | «Telepathic with the Deceased»                     | 8:24       |
| 6.  | «A Walk Beyond Utter Blackness»                    | 6:43       |
| 7.  | «Cursed Revelations»                               | 4:37       |
| 8.  | «Drown into Eternal Twilight»                      | 12:06      |
| 9.  | «Murdered Echoes of the Mind»                      | 5:40       |
| 10. | «Exit»                                             | 5:40       |